# Carlinhos Florêncio
José Carlos Nobre Monteiro, conhecido no meio político como Carlinhos Florêncio (Bacabal, 20 de março de 1963) é um empresário e político brasileiro. Filiado ao PCdoB, é deputado estadual do Maranhão.

## Carreira política
Começou a carreira política em 2002 ao concorrer a deputado estadual, sem lograr êxito. Candidatou-se a vice-prefeito de Bacabal em 2008 na chapa encabeçada por José Vieira Lins, sendo derrotado por Raimundo Lisboa.
Foi eleito deputado estadual em 2010, reeleito em 2014 e 2018. 